# Affaire Jozef Chovanec
Pour l'article sur le footballeur tchécoslovaque, voir Jozef Chovanec. Pour l'article sur le philosophe, écrivain et militant pour la dignité des personnes autistes français, voir Josef Schovanec.
L'affaire Jozef Chovanec fait référence à la mort d'un homme slovaque de 38 ans après plusieurs jours de coma à la suite de plusieurs coups de tête portés sur une porte blindée de la cellule ou il était placé à l'aéroport de Charleroi, en Belgique, coups qu'il s'était infligé lui-même. L'affaire fait grand bruit en août 2020 lorsqu'une vidéo est publiée dans laquelle on voit une jeune policière faire un salut nazi à côté de ses collègues qui rigolent en menottant la victime.

## L'affaire
Jozef Chovanec s’était vu refuser l’embarquement dans un avion en direction de Bratislava parce qu'il se montrait turbulent. Le trentenaire aurait bousculé une hôtesse de l'air, motivant la décision du commandant de bord de refuser de décoller en sa présence. La police fédérale aéroportuaire avait alors été requise pour maîtriser l’homme, qui s'était rebellé sur le tarmac. Placé en cellule dans les locaux de la police fédérale, l'homme s'était porté des coups violents, obligeant les policiers à intervenir de nouveau pour le maîtriser. Lors de cette opération, le forcené avait fait un arrêt cardiaque.
À la suite de l'intervention, Jozef Chovanec passe plusieurs jours dans le coma à l'hôpital,.

## Les révélations
En août 2020, une vidéo du placage ventral des policiers est publiée et fait grand bruit. On y voit une jeune policière faire un salut nazi à côté de ses collègues qui rigolent en menottant Jozef Chovanec.
Il est révélé que Jan Jambon, ministre-président flamand, qui était ministre fédéral de la Sécurité et de l'Intérieur au sein du gouvernement Michel I lors de l'évènement, et le chef de la police fédérale Marc De Mesmaeker, alors directeur général du secrétariat administratif et technique Intérieur (SAT), qui fait le lien entre la police intégrée et le cabinet du ministre de l'Intérieur, étaient au courant de l'affaire.
Le 2 septembre 2020, le lendemain de l'audition au parlement de Jan Jambon, Marc De Mesmaeker et Catherine Bolle, patronne d'Europol et cheffe de la police au moment des faits, l'existence d'un second rapport de police est révélée.

## Conséquences politiques et légales
Les révélations d'août 2020 donnent lieu à une controverse politique centrée notamment autour de Jan Jambon. Les critiques portent en particulier sur sa communication à propos de ce qu'il savait de cette affaire,.
Le 29 août 2020, Jan Jambon donne une conférence de presse pour clarifier ce qu'il savait des faits à l'époque,. Lors de la conférence, il affirme qu'il n'a pas commis d'erreur en-dehors de sa communication et rejette les appels à la démission,.
À la suite de la conférence de presse de Jan Jambon, une manifestation réunissant une cinquantaine de personnes a lieu à Bruxelles près des bâtiments du SPF Justice pour protester contre les violences policières.
Le 1er septembre 2020, une audition de Jan Jambon, Marc De Mesmaeker, et Catherine de Bolle a lieu au parlement fédéral.
Le 3 septembre 2020, le Conseil supérieur de la Justice (CSJ) ouvre une enquête sur le déroulement de la procédure judiciaire, qui se penchera notamment sur la manière dont le dossier judiciaire a été ouvert, le déroulement du dossier, l'intervention des mécanismes de contrôle, et la communication entre les autorités judiciaires et policières. Ce type d'enquête porte sur de possibles dysfonctionnements « structurels », et non « sur les responsabilités individuelles ». L'enquête pourrait donner lieu à d'éventuels recommandations générales pour toutes les enquêtes judiciaires, qui pourraient s'appliquer dans le cas de l'affaire. Le CSJ affirme qu'il s'agit de la première fois qu'il ouvre une telle enquête « sur un dossier judiciaire qui n'est pas encore clôturé ».
Le 4 septembre 2020, le ministère des affaires étrangères de la Slovaquie affirme que l'ambassadeur de Belgique a été convoqué (visite confirmée par les autorités belges), et que ce dernier a reçu notamment un message selon lequel « les procédures juridiques nécessaires ne devraient pas prendre trop de temps ».